# 第1回AAAアジア野球選手権大会日本代表
第1回AAAアジア野球選手権大会野球日本代表（だい1かいスリーエーアジアやきゅうせんしゅけんたいかいにほんだいひょう）は、1994年に開催されたAAAアジア野球選手権大会第1回大会に出場した野球日本代表チームである。
1994年から1995年の年末年始にかけての開催だったため、選手は高校2年生ないし1年生である。

## 代表メンバー
| 位置   | 氏名       | 校名       | 学年 |
| ------ | ---------- | ---------- | ---- |
| 監督   | 渡辺元     | 横浜       |      |
| 投手   | 岡崎光師   | 北海       | 2年  |
| 投手   | 大和田聡   | 仙台育英   | 2年  |
| 投手   | 大木一哉   | 創価       | 2年  |
| 投手   | 吉年滝徳   | 関西       | 2年  |
| 投手   | 藤井秀悟   | 今治西     | 2年  |
| 投手   | 松本輝     | 熊本工     | 2年  |
| 投手   | 山本省吾   | 星稜       | 1年  |
| 捕手   | 原俊介     | 東海大相模 | 2年  |
| 捕手   | 長岡智宏   | 松商学園   | 2年  |
| 捕手   | 仙波秀知   | 今治西     | 2年  |
| 内野手 | 梅沢健     | 前橋工     | 2年  |
| 内野手 | 澤井良輔   | 銚子商     | 2年  |
| 内野手 | 丸井健太郎 | 三重       | 2年  |
| 内野手 | 渡辺剛史   | PL学園     | 2年  |
| 内野手 | 福留孝介   | PL学園     | 2年  |
| 外野手 | 西澤祐介   | 桐蔭学園   | 2年  |
| 外野手 | 佐崎圭介   | 熊本工     | 2年  |
| 外野手 | 宮川篤     | 松商学園   | 2年  |